# Thiessow
Thiessow è una frazione del comune di Mönchgut situato sull'isola di Rügen nel Meclemburgo-Pomerania Anteriore, in Germania.
Appartiene al circondario (Landkreis) della Pomerania Anteriore-Rügen ed è parte della comunità amministrativa (Amt) di Mönchgut-Granitz.
Già comune autonomo, il 1º gennaio del 2018 si è unito ai comuni di Middelhagen e Gager per costituire il comune di Mönchgut.